# Comprehensive R Archive Network
CRAN è l'acronimo di Comprehensive R Archive Network
ovvero un sistema per documentare e rendere disponibili
i moduli aggiuntivi al software statistico R. È una rete di server FTP e di server web che offrono la versione aggiornata di R, assieme alla documentazione ed ai moduli aggiuntivi.
Il nome è modellato su CTAN (Comprehensive TEX Archive Network), la rete di archivi contenenti materiale per TEX e LATEX.